# 吕西安·法夫尔
吕西安·法夫尔（法語：Lucien Favre，1957年11月2日—）是一名瑞士前足球运动员及现任足球教练。法夫尔是攻势足球的倡导者之一，他青睐于西班牙式的快速短传踢法。在执教德甲俱乐部门兴格拉德巴赫期间，由于比赛风格与巴塞罗那的相似性，法夫尔时代的门兴格拉德巴赫甚至被戏称为“门兴巴塞罗那”。

## 球员生涯

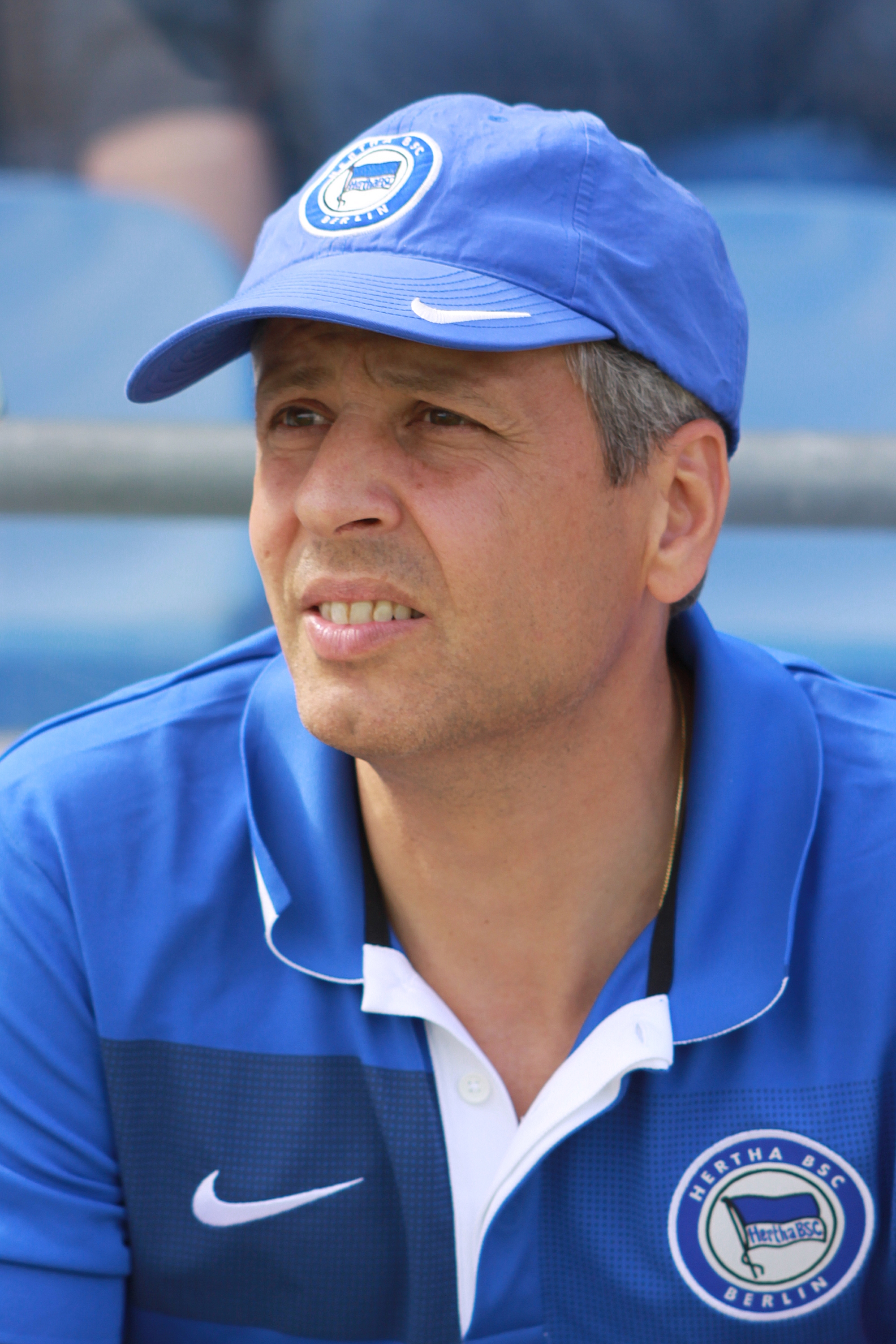
吕西安·法夫尔

### 俱乐部
拥有24场瑞士国家足球队比赛经验的法夫尔被视为一名具备良好技术及智慧的中场球员。在他的职业生涯中，曾先后效力于纳沙泰尔、图卢兹和塞尔维特等俱乐部。1985年9月13日，法夫尔的球员生涯被蒙上了一层阴影，他在代表塞尔维特对阵沃韦体育的比赛中遭受了严重的伤害：第42分钟时，沃韦体育的清道夫皮埃尔-阿尔伯特·查普伊萨特（斯特凡纳·查普伊萨特的父亲）在一次拼抢中踩踏了法夫尔的腘窝，但裁判未予判罚。这一恶意犯规造成法夫尔多处骨折及韧带撕裂。他随后为此事进行了耗时两年的刑事诉讼，最终查普伊萨特被判过失伤害罪并处以罚金。
经过漫长的伤停后，法夫尔在塞尔维特复出，他在1987年得以与卡尔-海因茨·鲁梅尼格并肩作战，因后者刚从国际米兰转会而来。1991年，法夫尔在塞尔维特结束了自己的球员生涯。

### 国家队
法夫尔在效力瑞士国家足球队期间曾有过24场上阵经历并射入1球。他参加的首场国际比赛在1981年9月1日，瑞士国家队于苏黎世以2比1战胜荷兰国家队，这场比赛同时也是荷兰著名球星路德·古利特和弗兰克·里杰卡尔德的国家队首秀。法夫尔为国征战的最后一场比赛则是在1989年4月26日，瑞士国家队于里斯本客场以1比3不敌葡萄牙国家队。

## 教练生涯

### 本土时期
法夫尔的执教生涯始于1991年，他先是在一支名不见经传的小俱乐部埃沙朗的（14岁以下）担当少年梯队助理教练。一年后，他开始独立执掌这支青年军，然后又接管了一线队。在法夫尔的带领下，埃沙朗令人惊讶的升入了国家B级联赛（第二级，现改称挑战联赛），这是该俱乐部有史以来所获得的最大成就。
在埃沙朗任职期间，法夫尔也曾兼任纳沙泰尔的青年队经理达18个月，这一举动也让他体验到了职业俱乐部的整体运作。1997年，法夫尔转投仍徘徊于国家B级联赛榜尾的伊韦尔东体育，他率领该队直接升入国家A级联赛，并在随后的赛季中以积分榜第五位完赛——这仍是伊韦尔东体育迄今最佳的顶级联赛排名。
2001年，法夫尔加盟塞尔维特，这家他在球员时期曾长期效力的俱乐部。法夫尔在日内瓦的亮点是2001年率队夺得瑞士杯冠军，并在欧洲联盟杯八分之一决赛中以3比0淘汰德国的柏林赫塔，直至四分之一决赛才遭到由拉法埃尔·贝尼特斯率领的巴伦西亚所淘汰。2003年春天，法夫尔又转会至苏黎世，他在这里夺得1次瑞士杯冠军（2005年）及2次瑞士足球冠军（2006年及2007年）。2007年5月29日，他又连续第2次当选瑞士足球年度最佳教练。在法夫尔的调教下，阵中吉加克斯、哲马伊利、马盖拉兹、禾·比根及因勒等一众新秀都获得了瑞士国家队的征召。

### 柏林赫塔
至2007-08赛季，法夫尔加盟德甲俱乐部柏林赫塔。他在柏林获得了一份期至2010年的合同，后又在2009年1月延长至2011年。此外，法夫尔还将原苏黎世阵中的助理教练哈拉德·盖姆佩勒（Harald Gämperle）和球员史迪維·禾·比根一同带到了柏林。在2008-09赛季，他率领柏林赫塔以积分榜第四名完赛，期间的最大亮点是在2009年2月，于奥林匹克体育场对阵卫冕冠军拜仁慕尼黑时展现了高超的战术体系，并以2比1战胜对手。然而，俱乐部却由于财务原因而难以为下个赛季招募新球员，同时队内的约瑟普·希穆尼奇、安德烈·沃罗宁和马尔科·潘特利奇等核心球员都相继在同年夏天转会。经过2009-10赛季开局的六连败以及第七轮排名垫底后，法夫尔于2009年9月28日被免除职务。

### 门兴格拉德巴赫
2011年2月14日，法夫尔接替之前执教门兴格拉德巴赫约一年半之久的主教练米夏埃尔·弗隆策克，开始担任这支德甲老牌劲旅的主教练。法夫尔接管的团队此时在22轮联赛过后仅积16分排名垫底，距排名第16的升、降级附加赛资格尚有7分的差距。但接下来在剩余的12轮比赛中，法夫尔率领的门兴格拉德巴赫狂揽20分，并在2011年5月25日的两回合升、降级附加赛过后以总比分2比1战胜德乙季军波鸿，奇迹般的完成保级。
在2011-12赛季对阵拜仁慕尼黑的德甲揭幕战中，法夫尔用一场胜利取得良好开局，并在第三轮结束后一度登上积分榜首位。2012年2月8日，门兴格拉德巴赫在德国杯半决赛中再度与拜仁相遇，惟在点球大战中遗憾失利。赛季结束时，法夫尔凭借这套与一个赛季前勉强保级成功时几乎完全相同的阵容，取得了联赛第四的佳绩，并获得参加来季欧洲冠军联赛附加赛的资格。而在关于法夫尔的去留问题扰攘了很长一段时间之后，他于2012年6月将原本2013年6月届满的合同续签了两年。
在2012年的德国足球年度最佳教练评选中，法夫尔的得票仅次于最终当选的尤尔根·克洛普。与去季他所取得的联赛第四（这也是他执教该俱乐部以来的首个完整赛季）的成绩相比，门兴格拉德巴赫在2012-13赛季仅以联赛第八完赛。虽然这仍是个位数的排名，却使得法夫尔和他的团队无缘来季的欧洲赛事。2014年3月，法夫尔再次延长他与门兴格拉德巴赫的合同直至2017年6月止，并确保了球队在2013-14赛季能以第六名完赛。而在来季的欧联杯中，门兴格拉德巴赫也以不败战绩从分组赛中脱颖而出，仅于三十二强被西班牙的塞维利亚所淘汰。
在2014年11月6日的欧联杯分组赛中以2比0战胜塞浦路斯的阿波罗利马索尔之后，门兴格拉德巴赫在单季的连续不败场次达到18场。这也使法夫尔超越了俱乐部前功勋主帅亨内斯·魏斯魏勒在1970-71赛季所保持的记录（17场正式比赛不败）。而在2015年2月14日，即法夫尔执教门兴格拉德巴赫满4年之际，他的德甲数据达到61胜、35平和39负，从而位居魏斯魏勒和乌多·拉特克之后，在所有门兴格拉德巴赫主教练的成绩统计中排名第3。

## 执教数据
最後更新：2021年4月20日
| 俱乐部         | 自            | 至               | 成绩 | 成绩 | 成绩 | 成绩 | 成绩  | 成绩   |
| 俱乐部         | 自            | 至               | 场   | 胜   | 平   | 负   | 胜%   | 注     |
| -------------- | ------------- | ---------------- | ---- | ---- | ---- | ---- | ----- | ------ |
| 埃沙朗         | 1991年7月1日  | 1995年6月30日    | —    | —    | —    | —    | —     | —      |
| 伊韦尔东体育   | 1997年1月1日  | 2000年6月30日    | —    | —    | —    | —    | —     | —      |
| 塞尔维特       | 2000年7月1日  | 2002年6月30日    | 73   | 29   | 20   | 24   | 39.73 |        |
| 苏黎世         | 2002年7月1日  | 2007年6月1日     | 169  | 94   | 33   | 42   | 55.62 |        |
| 柏林赫塔       | 2007年6月1日  | 2009年9月28日    | 94   | 40   | 20   | 34   | 42.55 | [ 23 ] |
| 门兴格拉德巴赫 | 2011年2月14日 | 2015年9月20日    | 176  | 82   | 48   | 46   | 46.59 | [ 25 ] |
| 尼斯足球會     | 24 May 2016   | 20 May 2018      | 99   | 42   | 24   | 33   | 42.42 |        |
| 多蒙特         | 22 May 2018   | 13 December 2020 | 110  | 68   | 18   | 24   | 61.82 | [ 27 ] |
| Total          | Total         | Total            | 744  | 366  | 170  | 208  | 49.19 | —      |

## 成就
球员
- 瑞士足球冠军（德语：Schweizer Meister (Fussball)）：1985年（塞尔维特）
- 瑞士足球先生（德语：Fussballer des Jahres (Schweiz)）：1983年

教练
- 瑞士杯冠军：2001年（塞尔维特），2005年（苏黎世）
- 瑞士足球冠军（德语：Schweizer Meister (Fussball)）：2006年、2007年（苏黎世）
- 瑞士足球年度最佳教练（德语：Fussballtrainer des Jahres (Schweiz)）：2006年、2007年